# 2013 en Italie
Chronologie de l'Italie
- 2009
- 2010
- 2011
- 2012
- 2013
- 2014
- 2015
- 2016
- 2017

2011 en Europe - 2012 en Europe - 2013 en Europe - 2014 en Europe - 2015 en Europe

## Événements

### Janvier 2013

#### Mardi1erjanvier 2013
- x

### Février 2013
- 10 février : le premier tronçon de la ligne 5 du métro de Milan est inauguré.
- 24 et 25 février : élections générales anticipées.

### Mars 2013
- 15 mars : investiture de la XVIIe législature de la République italienne.
- 16 mars : Laura Boldrini, députée (SEL) de Sicile, et Pietro Grasso, sénateur (PD) du Latium, sont respectivement élus présidents de la Chambre des députés et du Sénat de la République.

### Avril 2013
- 18 avril : premier tour de l'élection présidentielle au suffrage indirect, afin d'élire le président de la République et successeur de Giorgio Napolitano.
- 20 avril : le président de la République sortant, Giorgio Napolitano, est confortablement réélu au palais du Quirinal, de par le soutien de la gauche, de la droite et du centre, après cinq tours de scrutin infructueux.
- 27 avril : formation du gouvernement Letta présidé par Enrico Letta.

### Mai 2013
- 7 mai : effondrement de la tour des pilotes du port de Gênes.

### Juin 2013
- x

### Juillet 2013
- x

### Août 2013
- x

### Septembre 2013
- x

### Octobre 2013
- 3 octobre : plus de 130 migrants africains périssent dans un naufrage aux abords de l’île de Lampedusa. Un deuil national est décrété.
- 15 octobre : lancement de l'opération Mare Nostrum.

### Novembre 2013
- 18 novembre : la tempête Cleopatra provoque des inondations meurtrières en Sardaigne[1].

### Décembre 2013
- x

## Culture

### Cinéma

#### Autres films sortis en Italie en 2013
- x

#### Mostra de Venise
- Lion d'or :
- Lion d'argent du meilleur réalisateur :
- Grand prix du jury (Mostra de Venise) :
- Coupe Volpi pour la meilleure interprétation féminine :
- Coupe Volpi pour la meilleure interprétation masculine :
- Prix Osella pour la meilleure contribution technique :
- Prix Osella pour le meilleur scénario :
- Prix Marcello-Mastroianni du meilleur jeune interprète :

### Littérature

#### Livres parus en 2013
- x

#### Prix et récompenses
- Prix Strega : Walter Siti, Resistere non serve a niente (Rizzoli)
- Prix Bagutta : ?
- Prix Bancarella : Anna Premoli, Je déteste tellement t’aimer !
- Prix Campiello : Ugo Riccarelli, L'amore graffia il mondo
- Prix Flaiano : 
  - Fiction : Marco Balzano pour Pronti a tutte le partenze
  - Poésie : ?
- Prix Malaparte : Julian Barnes
- Prix Napoli : ?
- Prix Pozzale Luigi Russo :
  - x ?
  - x ?
  - x ?
- Prix Raymond-Chandler : Henning Mankell
- Prix Scerbanenco :  Donato Carrisi pour L'Écorchée (L'ipotesi del male) (Longanesi)
- Prix Stresa : Lidia Ravera, Piangi pure - Bompiani
- Prix Viareggio :
  - Roman : Paolo Di Stefano, Giallo d’Avola (Sellerio)
  - Essai : Giulio Guidorizzi (it), Il compagno dell’anima. I Greci e il sogno (Raffaello Cortina)
  - Poésie : Enrico Testa (it), Ablativo (Einaudi)

## Décès en 2013
- 7 mars : Damiano Damiani, 90 ans, écrivain, scénariste, acteur et réalisateur. (° 23 juillet 1922)
- 10 avril : Lorenzo Antonetti, 90 ans, cardinal, président de l'administration du patrimoine du siège apostolique de 1995 à 1998. . (° 31 juillet 1922)
- 5 juillet : Tito Traversa, 12 ans, grimpeur. (° 22 avril 2001).
- 9 septembre : Alberto Bevilacqua, 79 ans, poète, romancier, cinéaste et journaliste, lauréat du prix Strega en 1968 pour L'occhio del gatto.  (° 27 juin 1934)

#### Articles sur l'année 2013 en Italie
- Élections générales italiennes de 2013
- Élection présidentielle italienne de 2013
- Élections régionales italiennes de 2013
- Gouvernement Letta

#### L'année sportive 2013 en Italie
- Championnat d'Italie de football 2012-2013
- Championnat d'Italie de football 2013-2014
- Coupe d'Italie de football 2012-2013
- Saison 2012-2013 de la Juventus FC
- Saison 2013-2014 de la Juventus FC
- Saison 2012-2013 de l'AS Rome
- Saison 2013-2014 de l'AS Rome
- Championnat d'Italie de rugby à XV 2012-2013
- Championnat d'Italie de rugby à XV 2013-2014
- Grand Prix automobile d'Italie 2013
- Milan-San Remo 2013
- Tour d'Italie 2013
- Masters de Rome 2013
- Tournoi de tennis de Rome (WTA 2013)

#### L'année 2013 dans le reste du monde
- L'année 2013 dans le monde
- 2013 en Amérique, 2013 au Canada, 2013 aux États-Unis, 2013 au Nouveau-Brunswick, 2013 au Québec
- 2013 en Asie
- 2013 aux Nations unies
- Décès en 2013